# Copidryas cosyra
Copidryas cosyra är en fjärilsart som beskrevs av Druce 1896. Copidryas cosyra ingår i släktet Copidryas och familjen nattflyn. Inga underarter finns listade i Catalogue of Life.